# Daniel Parrochia
Daniel Parrochia ou Daniel Parokia, né le 9 décembre 1951 à Givors, est un philosophe et épistémologue français qui cherche, depuis une trentaine d'années environ, à élaborer une pensée mathématique du monde, une réflexion sur la mathématisation du sensible et ses modèles – formes mathématiques, systèmes, réseaux, graphes, ordres partiels, classifications. Il est également romancier. 

## Études et parcours
Fils d'un père expert comptable et d'une mère professeur d'anglais, Daniel Parrochia fait ses études secondaires et supérieures à Lyon, où il est l'élève de François Dagognet. Agrégé de philosophie en 1975. 
Il est à partir de 1979 attaché, puis chargé de recherche au CNRS. Docteur en philosophie (1987), puis habilité à diriger des recherches (1989), il est successivement, à partir de 1990, professeur à l'université Toulouse-Jean-Jaurès, à l'université Paul-Valéry Montpellier 3. Ancien doyen des facultés de philosophie de Toulouse et Montpellier, il a été membre du Comité national des universités (section 72) pendant huit ans, et a également siégé à la Commission nationale d'évaluation (CNE - programme technologique) et enfin professeur à l'université Jean Moulin Lyon 3 où il fut chargé des enseignements de logique et de philosophie des sciences. 
Il est actuellement professeur émérite à l'université de Lyon et romancier. Son roman Avant de rejoindre le grand soleil a été sélectionné pour l'édition 2015 du prix de Flore .

## Philosophie: un anti-positivisme
Depuis ses premières publications au début des années 1990 (Mathématiques & existence) jusqu’à des ouvrages plus récents comme La Forme des Crises : logique et épistémologie, Daniel Parrochia développe une réflexion sur la mathématisation du monde sensible, qui tire ses concepts fondamentaux des développements les plus avancés des sciences et des techniques, ce qui pourrait laisser accroire que cette philosophie se réduit à un pur et simple positivisme. Il n’en est rien : Daniel Parrochia tire simplement les enseignements de la rationalité moderne, de sa représentation à la fois économique et effective du monde, mais il entend mettre cette rationalité au service d’un projet autre, d’un projet qui demeure celui de la philosophie.
Selon Daniel Parrochia, en effet, le projet philosophique classique, qui visait à développer une pensée dans la perspective d’une totalité, repose aujourd’hui, la plupart du temps, sur des concepts entachés d’empiricité, qui ont perdu toute effectivité : Dieu, monde, âme, corps, matière, temps, espace, nombre, etc. sont, dans leurs définitions classiques, devenus obsolètes. En d’autres termes, les philosophes ne sont plus à la hauteur de leur projet, et la philosophie ne dispose plus aujourd’hui, et depuis longtemps, d’outils suffisamment précis et suffisamment solides pour rendre compte de l’univers tel qu’il est. 
Depuis la fin du XIXe et la première moitié du XXe siècle (Felix Klein, Richard Dedekind, Georg Cantor, Emmy Noether… en mathématiques ; Albert Einstein, Werner Heisenberg, Paul Dirac… en physique), on sait avec évidence que les multiplicités nouméno-phénoménales du réel s’organisent en structures non triviales de type mathématique (Bourbaki), dont il est apparu, à partir du milieu du XXe siècle, que les relations sont elles-mêmes mathématiquement pensables dans le cadre de grandes théories organisatrices (Théorie des catégories de Samuel Eilenberg-Saunders Mac Lane, Algèbre homologique, K-théorie, théorie des topoi de Grothendieck, Correspondance de Langlands...). Si le projet philosophique, comme visée d’une pensée de la totalité de l’étant dans son être, a cependant encore quelque chance d’être poursuivi aujourd’hui, c’est d’abord, comme l’avait vu la tradition épistémologique française (d'Albert Lautman à Jean-Toussaint Desanti), au prix d’une enquête sur ces structures, ce qu’elles permettent d’exprimer et ce qu’elles laissent (provisoirement ou non) de côté. De ce point de vue, Daniel Parrochia contribue à prendre la mesure, non seulement de la physique du XXe siècle mais de la technologie moderne et des outils formels relationnels susceptibles d’aider les philosophes à recomposer une image cohérente du monde, , .

## Ouvrages

### Écrits philosophiques
- Le Réel, Paris, Bordas, 1991 (ISBN 978-2-04-019002-6).
- Qu'est-ce que penser/calculer ? : Hobbes, Leibniz et Boole, Paris, Vrin, 1992, 126 p. (ISBN 978-2-7298-4752-4).
- La Raison systématique, Paris, Vrin, coll. « Mathesis », 1993, 320 p. (ISBN 978-2-7116-1140-9, lire en ligne).
- Philosophie des réseaux, Paris, PUF, coll. « La politique éclatée », 1993, 304 p. (ISBN 978-2-13-045280-5).
- Cosmologie de l'information, Paris, Hermès Science Publications, coll. « Interdisciplinarité nouveaux », 1994, 282 p. (ISBN 978-2-86601-406-3).
- Ontologie fantôme : Essai Sur l’œuvre De Patrick Modiano, Paris, Encre marine, 1996, 112 p. (ISBN 978-2-909422-19-0). Reprise[12]
- Météores : Essai sur le ciel et la cité, Seyssel, Champ Vallon, coll. « Milieux », 1997, 250 p. (ISBN 978-2-87673-238-4, lire en ligne).
- Les Grandes Révolutions scientifiques du XXe siècle, Paris, PUF, coll. « L'interrogation philosophique », 1997, 448 p. (ISBN 978-2-13-048579-7).
- Sciences exactes et sciences de l'homme : Les Grandes Étapes, Paris, Ellipses Marketing, coll. « Culture et histoire », 1997, 128 p. (ISBN 978-2-7298-4752-4).
- La Conception technologique, Paris, Hermès Science Publications, 1998, 268 p. (ISBN 978-2-86601-680-7).
- L'Homme volant : Philosophie de l'aéronautique et des techniques de navigation, Seyssel, Champ Vallon, coll. « Milieux », 2003, 317 p. (ISBN 978-2-87673-367-1, lire en ligne).
- Philosophie et musique contemporaine : Le Nouvel Esprit musical, Seyssel, Champ Vallon, 2006, 300 p. (ISBN 978-2-87673-449-4, lire en ligne).
- La forme des crises : Logique et épistémologie, Seyssel, Champ Vallon, coll. « Milieux », 2008, 344 p. (ISBN 978-2-87673-485-2).
- François Dagognet, un nouvel encyclopédiste ?, Seyssel, Champ Vallon, 2011, 160 p. (ISBN 978-2-87673-537-8).
- Coïncidences : Philosophie & Épistémologie du hasard, Saint-Pierre, Le Corridor Bleu, 2015, 96 p. (ISBN 978-2-914033-45-9).
- Antidote. Contre le climato-dogmatisme et les discours apocalyptiques, Saint-Pierre, Le Corridor bleu, 2021, 144 p. (ISBN 978-2-914-03393-0).

### Articles
- « Nécessité des réservoirs et exigence des flux : vers une néo-bibliothéconomie », BBF, no 1,‎ 2001 (présentation en ligne, lire en ligne, consulté le 6 janvier 2019)
- « Les routes invisibles », Les cahiers de médiologie, no 2,‎ 1996, p. 183-191 (DOI 10.3917/cdm.002.0183, lire en ligne)

### Collaborations
- Daniel Parrochia et François Dagognet, Mathématiques & existence : Ordres, fragments, empiétements, Seyssel, Champ Vallon Éditions, coll. « Milieux », octobre 1991, 252 p. (ISBN 978-2-87673-125-7).
- Paul Finsler et Daniel Parrochia, De la vie après la mort, suivie de Mathématiques et métaphysique, Paris, Encre marine, 1999, 216 p. (ISBN 978-2-909422-41-1). [« Vom Leben nach dem Tode »]
- Penser les réseaux, Seyssel, Champ Vallon Éditions, coll. « Milieux », 15 janvier 2001, 265 p. (ISBN 978-2-87673-323-7, lire en ligne). sous la direction de Daniel Parrochia.

- L'Homme et son environnement : Histoire des grandes peurs et géographie des catastrophes, Centre Gaston Bachelard de Recherches sur l'Imaginaire et la Rationalité (Université de Bourgogne), 2003, 309 p. (ISBN 978-2-906645-43-1).  Actes du colloque organisé à Dijon du 16 au 18 novembre 2000, Collectif dont Jocelyne Pérard, Maryvonne Perrot, Daniel Parrochia.
- Les représentations de l'espace : Manifestation 1, Paris, CNES, septembre 2007, 176 p. (ISBN 978-2-85440-002-1). sous la direction de Gérard Azoulay, responsable de la rédaction de la revue Espace(s).
- L'unification des mathématiques (algèbres géométriques, géométrie algébrique et philosophie de Langlands, Paris, Hermes Science Publications, coll. « Informatique », 2012, 183 p. (ISBN 978-2-7462-3838-1). Sous la direction de D. Parrochia, Artibano Micali et Pierre Anglès.
- (en) Daniel Parrochia et Pierre Neuville, Towards a General Theory of Classifications, Bâle, Birkhäuser, 2013, 322 p. (ISBN 978-3-0348-0609-1, lire en ligne).
- Daniel Parrochia et Pierre Neuville, Taxinomie et Réalité : Vers une méta classification, Londres, ISTE éditions, 2014, 312 p. (ISBN 978-1-78405-035-1).

### Publications universitaires
- Jean-Claude Beaune ou la technologie retrouvée, Lyon, Publications de la faculté de philosophie de l'université Jean Moulin Lyon 3, 2005. Sous la direction de D. Parrochia. Édition Lume, Revue Diagonale, numéro 1, 2009,  (ISBN 9782915474299)
- Automates, réseaux, interfaces : sur l'œuvre de Gérard Chazal, Lyon, Publications de la faculté de philosophie de l'université Jean Moulin Lyon 3, 2008. Sous la direction de J.-C. Beaune, F. Dagognet, D. Parrochia. Édition Lume, mai 2009,  (ISBN 9782915474237).
- La Forme de la Bibliothèque, Lyon, Publications de la faculté de philosophie de l'université Jean Moulin Lyon 3, 2009. Sous la direction de D. Parrochia, J.-C. Beaune, G. Chazal, F. Dagognet.

### Romans
- Le Joueur d'échecs : Finales avec fou, Paris, éditions du Temps, coll. « Lectures d'une Œuvre », 2000, 95 p. (ISBN 978-2-84274-147-1).
- Multiples, Saint-Pierre, Le Corridor bleu, coll. « Ikko », 2004 (ISBN 978-2-914033-15-2).
- Le Cas du K2 : Mathématiques et alpinisme, Saint-Pierre, Le Corridor bleu, 2010, 104 p. (ISBN 978-2-914033-31-2).
- La Fille qui dort au Céramique : et autres dialogues antiplatoniciens, Saint-Pierre, Le Corridor bleu, 2012, 128 p. (ISBN 978-2-914033-35-0).
- Manège : roman, Paris, Buchet/Chastel, 2012, 265 p. (ISBN 978-2-283-03030-1).
- Avant de rejoindre le grand soleil : roman, Paris, Buchet-Chastel, 2015, 228 p. (ISBN 978-2-283-02909-1).

### Préfaces
- Gaston Bachelard, La valeur inductive de la relativité, Paris, Vrin, coll. « Bibliothèque des textes philosophiques », 15 septembre 2014, 264 p. (ISBN 978-2-7116-2557-4).

## Émissions
Depuis 2015, il est régulièrement invité par France Culture pour participer à les émissions portant sur la philosophie, sur les philosophes comme 
François Dagognet 
ou Gaston Bachelard 
ou sur ses propres travaux de recherche.

## Autour de l'œuvre de Daniel Parrochia
- Jean-Michel Salanskis, « Analyse d'ouvrage », Revue d'histoire des sciences, vol. 46 2-3,‎ 1993, p. 311-312 (lire en ligne, consulté le 6 janvier 2019). Analyse de l'ouvrage Mathématiques & existence. Ordres. Fragments. Empiètement.[2].
- Pierre Neuville, « La difficulté de classer », BBF, no 1,‎ 1994, p. 114-115 (lire en ligne, consulté le 6 janvier 2019) au sujet de l'ouvrage Mathématiques et existence. Ordres. Fragments. Empiètement[2].
- Claude Baltz, « Singularité au noir sur Silliwood », Les écrits de l'image, no 5,‎ 1994, p. 93 à 96 (lire en ligne, consulté le 6 janvier 2019). À propos de Cosmologie de l'information[16], une nouvelle de science-fiction inspirée par le livre.
- Max Reinert, « Quelques aspects du choix des unités d'analyse et de leur contrôle dans la méthode Alceste », C.N.R.S.-URA 1033 Université de Toulouse-Le Mirail,‎ 1995 (lire en ligne, consulté le 6 janvier 2019). Analyse factorielle du livre Le réel[17].
- Jean-Marc Gabaude, « Sur "Mathématiques et métaphysique chez Paul Finsler" », Revue philosophique de la France et de l'étranger, vol. Analyses et comptes rendus, no 4,‎ 2001, p. 517-534 (lire en ligne, consulté le 6 janvier 2019).
- Mathieu Triclot, « Analyse d'ouvrage », Revue de synthèse, vol. 5ème série,‎ 2003, p. 326 à 328 (lire en ligne, consulté le 6 janvier 2019)., Analyse de l'ouvrage Penser les Réseaux[11].
- (en) Charles O'Keefe, A Riffaterrean reading of Patrick Modiano's La place de l'Étoile, Birmingham (Alabama), Suma Publications, 2005, 187 p. (lire en ligne). Sur Ontologie fantôme.
- Oscar Gnouros, « Penser et/ou calculer », sur morbleu.com, 2008 (consulté le 6 janvier 2019). Sur Qu'est-ce que penser/calculer ?[18]
- Jean-Claude Beaune et Gérard Chazal, Mathématisation du sensible : sur l'œuvre de Daniel Parrochia, Dijon, Éditions universitaires de Dijon, juin 2009, 132 p. (ISBN 978-2-915611-23-6). Actes d'une journée d'étude tenue à Lyon le 7 mars 2008).